# Odorrana grahami
Odorrana grahami es una especie de anfibio anuro de la familia Ranidae.

## Distribución geográfica
Esta especie habita entre los 1150 y 3200 m de altitud:
- en el sureste de la República Popular China en las provincias de Sichuan, Yunnan, Guizhou y Shanxi;
- en el norte de Vietnam en las provincias de Lào Cai y Lai Châu.[4]

Esta especie, era muy común en el pasado, pero ahora ya no es así. Sin embargo, sigue siendo localmente común en ciertas áreas en Vietnam.

## Farmacología
Se han encontrado dos péptidos antimicrobianos de amplio espectro en las secreciones cutáneas de esta especie. En referencia a este, fueron llamados grahamin 1 y grahamin 2.

## Etimología
Esta especie lleva el nombre en honor a John Graham.

## Publicación original
- Boulenger, 1917 : Description of news Frogs of the Genus Rana. Annals and Magazine of Natural History, sér. 8, vol. 20, p. 413-418[5]